# Campeonato da Europa de Corta-Mato de 2001
O 8º Campeonato da Europa de Corta-Mato de 2001 foi realizado em Thun, na Suíça no dia 9 de dezembro de 2001. Serhiy Lebid da Ucrânia levou o título na competição masculina sênior e Yamna Belkacem da França venceu a corrida feminina sênior. Na categoria júnior Vasyl Matviychuk da Ucrânia levou o ouro masculino e Elvan Abeylegesse da Ucrânia o ouro no feminino. 

## Resultados
Esses foram os resultados da prova. 

### Sênior masculino individual 9.15 km
| Posição           | Atleta                | Tempo |
| ----------------- | --------------------- | ----- |
| Medalha de ouro   | Serhiy Lebid          | 27:52 |
| Medalha de prata  | Kamiel Maase          | 28:05 |
| Medalha de bronze | Antonio David Jiménez | 28:10 |
| 4.                | Gabriele De Nard      | 28:11 |
| 5.                | Christian Belz        | 28:12 |
| 6.                | Sam Haughian          | 28:12 |
| 7.                | José Carlos Adán      | 28:13 |
| 8.                | Mustapha El Ahmadi    | 28:13 |
| 9.                | Claes Nyberg          | 28:14 |
| 10.               | Paulo Guerra          | 28:15 |
| 11.               | Augusto Gomes         | 28:17 |
| 12.               | José Manuel García    | 28:18 |

77 atletas participaram na categoria.

### Sênior masculino por equipes
| Posição           | Equipe                                                                                      | Pontos |
| ----------------- | ------------------------------------------------------------------------------------------- | ------ |
| Medalha de ouro   | Espanha · Antonio David Jiménez · José Carlos Adán · José Manuel García · Alejandro Gómez · | 40     |
| Medalha de prata  | França                                                                                      | 50     |
| Medalha de bronze | Portugal                                                                                    | 72     |
| 4.                | Itália                                                                                      | 74     |
| 5.                | Reino Unido                                                                                 | 92     |
| 6.                | Bélgica                                                                                     | 135    |
| 7.                | Países Baixos                                                                               | 143    |
| 8.                | Rússia                                                                                      | 160    |

12 equipes participaram.

### Sênior feminino individual 4.65 km
| Posição           | Atleta            | Tempo |
| ----------------- | ----------------- | ----- |
| Medalha de ouro   | Yamna Belkacem    | 15:48 |
| Medalha de prata  | Olga Romanova     | 15:49 |
| Medalha de bronze | Justyna Bąk       | 15:51 |
| 4.                | Olivera Jevtić    | 15:52 |
| 5.                | Liz Yelling       | 15:55 |
| 6.                | Helena Sampaio    | 15:55 |
| 7.                | Inês Monteiro     | 15:56 |
| 8.                | Hayley Yelling    | 15:58 |
| 9.                | Anastasiya Zubova | 16:01 |
| 10.               | Analídia Torre    | 16:03 |
| 11.               | Mihaela Botezan   | 16:05 |
| 12.               | Kathy Butler      | 16:08 |

84 atletas participaram na categoria.

### Sênior feminino por equipes
| Posição           | Equipe                                                                  | Pontos |
| ----------------- | ----------------------------------------------------------------------- | ------ |
| Medalha de ouro   | Portugal · Helena Sampaio · Inês Monteiro · Analídia Torre · Ana Dias · | 41     |
| Medalha de prata  | Reino Unido                                                             | 49     |
| Medalha de bronze | França                                                                  | 66     |
| 4.                | Rússia                                                                  | 71     |
| 5.                | Irlanda                                                                 | 116    |
| 6.                | Roménia                                                                 | 137    |
| 7.                | Espanha                                                                 | 138    |
| 8.                | Hungria                                                                 | 140    |

13 equipes participaram.

### Júnior masculino individual 6.15 km
| Posição           | Atleta           | Tempo |
| ----------------- | ---------------- | ----- |
| Medalha de ouro   | Vasyl Matviychuk | 19:29 |
| Medalha de prata  | Mo Farah         | 19:38 |
| Medalha de bronze | Stefano Scaini   | 19:39 |
| 4.                | Mircea Bogdan    | 19:39 |
| 5.                | Cosmin Suteu     | 19:43 |
| 6.                | Adam Bowden      | 19:43 |
| 7.                | Bruno Saramago   | 19:44 |
| 8.                | Jeremy Pierrat   | 19:45 |

90 atletas participaram na categoria.

### Júnior masculino por equipes
| Posição           | Equipe                                                                      | Pontos |
| ----------------- | --------------------------------------------------------------------------- | ------ |
| Medalha de ouro   | Reino Unido · Mo Farah · Adam Bowden · Matthew Bowser · Andrew Lemoncello · | 54     |
| Medalha de prata  | Portugal                                                                    | 67     |
| Medalha de bronze | França                                                                      | 68     |
| 4.                | Itália                                                                      | 79     |
| 5.                | Espanha                                                                     | 98     |
| 6.                | Irlanda                                                                     | 118    |
| 7.                | Bélgica                                                                     | 140    |
| 8.                | Bielorrússia                                                                | 147    |

13 equipes participaram.

### Júnior feminino individual 3.15 km
| Posição           | Atleta            | Tempo |
| ----------------- | ----------------- | ----- |
| Medalha de ouro   | Elvan Abeylegesse | 10:35 |
| Medalha de prata  | Tatyana Chulakh   | 10:53 |
| Medalha de bronze | Snezana Kostic    | 10:54 |
| 4.                | Inga Abitova      | 11:02 |
| 5.                | Charlotte Dale    | 11:07 |
| 6.                | Mieke Geens       | 11:09 |
| 7.                | Türkan Erismis    | 11:11 |
| 8.                | Elina Lindgren    | 11:11 |

84 atletas participaram na categoria.

### Júnior feminino por equipes
| Posição           | Equipe                                                                       | Pontos |
| ----------------- | ---------------------------------------------------------------------------- | ------ |
| Medalha de ouro   | Rússia · Tatyana Chulakh · Inga Abitova · Marina Ivanova · Tatyana Petrova · | 35     |
| Medalha de prata  | Reino Unido                                                                  | 54     |
| Medalha de bronze | Turquia                                                                      | 79     |
| 4.                | Finlândia                                                                    | 96     |
| 5.                | França                                                                       | 115    |
| 6.                | Espanha                                                                      | 129    |
| 7.                | Alemanha                                                                     | 147    |
| 8.                | Roménia                                                                      | 154    |

15 equipes participaram.